# Waterkasteel van Moorsel
Het Waterkasteel van Moorsel is een kasteel in het Oost-Vlaamse Moorsel in de Faluintjesstreek. Het dateert van 1520 en werd gebouwd in opdracht van de kardinaal-abt van Affligem, Karel van Croÿ. Het kasteel werd in 1944 beschermd als monument en werd door de latere eigenaar en bewoner Willy Michiels gerestaureerd.

## Historie
Karel van Croy was in de vroege zestiende eeuw de abt van het klooster van Affligem en liet het kasteel van Moorsel bouwen. Het oorspronkelijk ontwerp is hetzelfde gebleven; namelijk een zware vierhoek met vier stevige hoektorens. Alles is omgevend door water.
In de loop van de achttiende eeuw werd een van de torens afgebroken, omdat hij dreigde in te storten. Tijdens verschillende restauraties bleef het oorspronkelijk karakter gegarandeerd. Het kasteel van Moorsel kreeg zoals vele kastelen heel wat te verduren van oorlogsgeweld. In 1894 vond men in de kasteelmuren verschillende kanonskogels terug. Het kasteel werd gespaard tijdens beide wereldoorlogen, maar het gebrek aan onderhoud vanaf 1960 tot 1980 bleek meer schade te geven. In 1980 werden totale restauratiewerken aangevangen dankzij de eigenaar Willy Michiels, die instond voor het behoud van het monument.

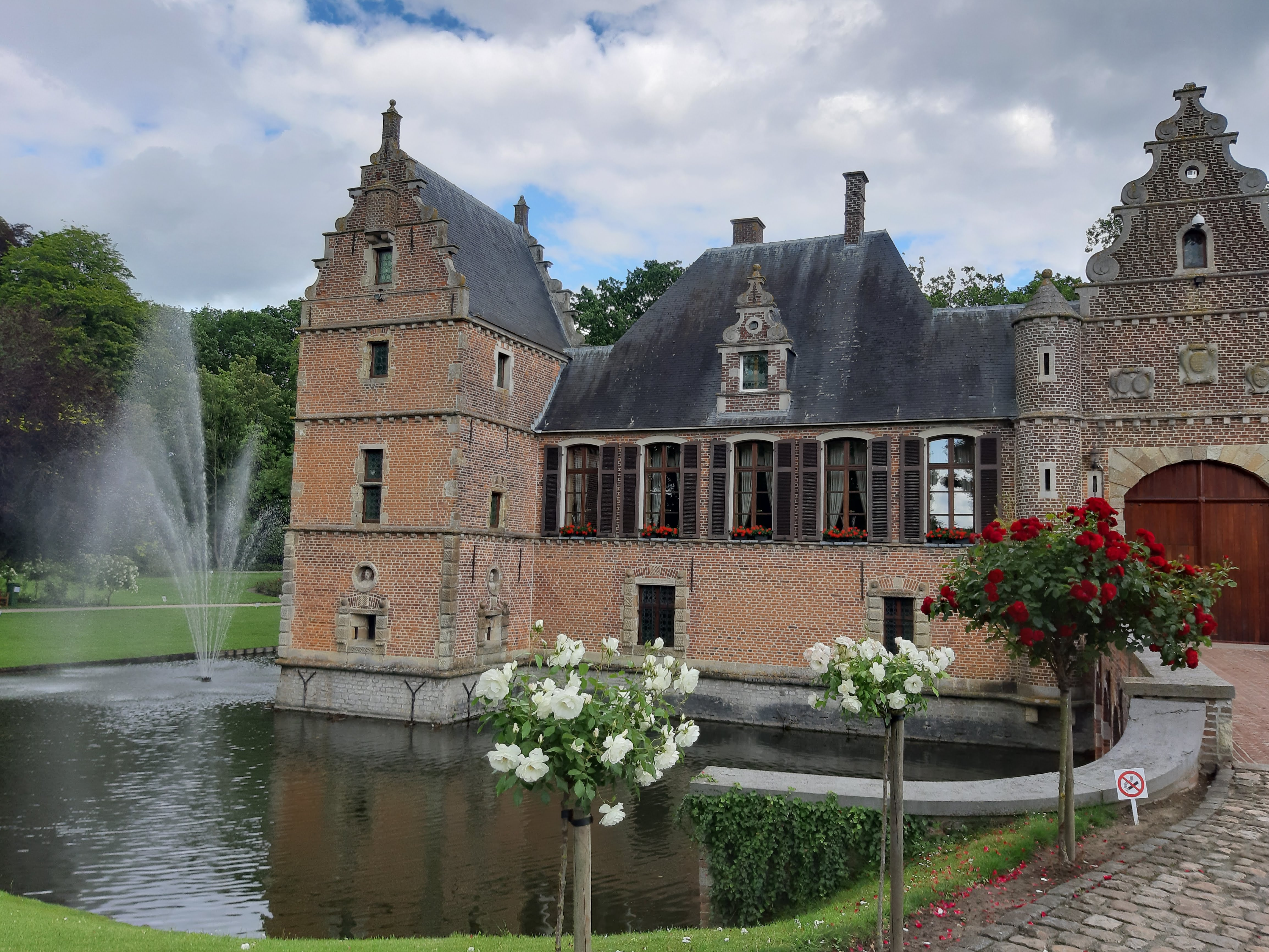
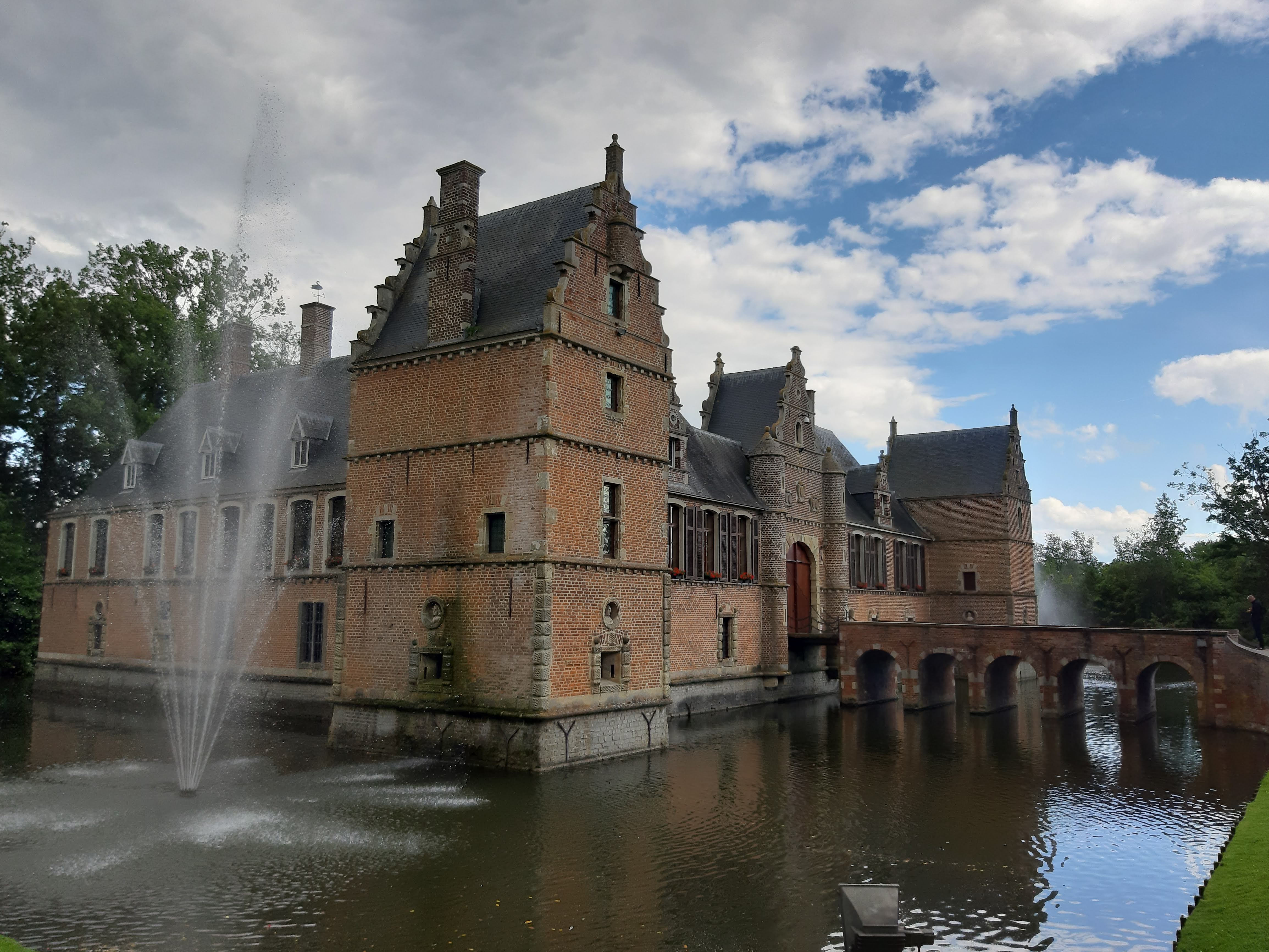
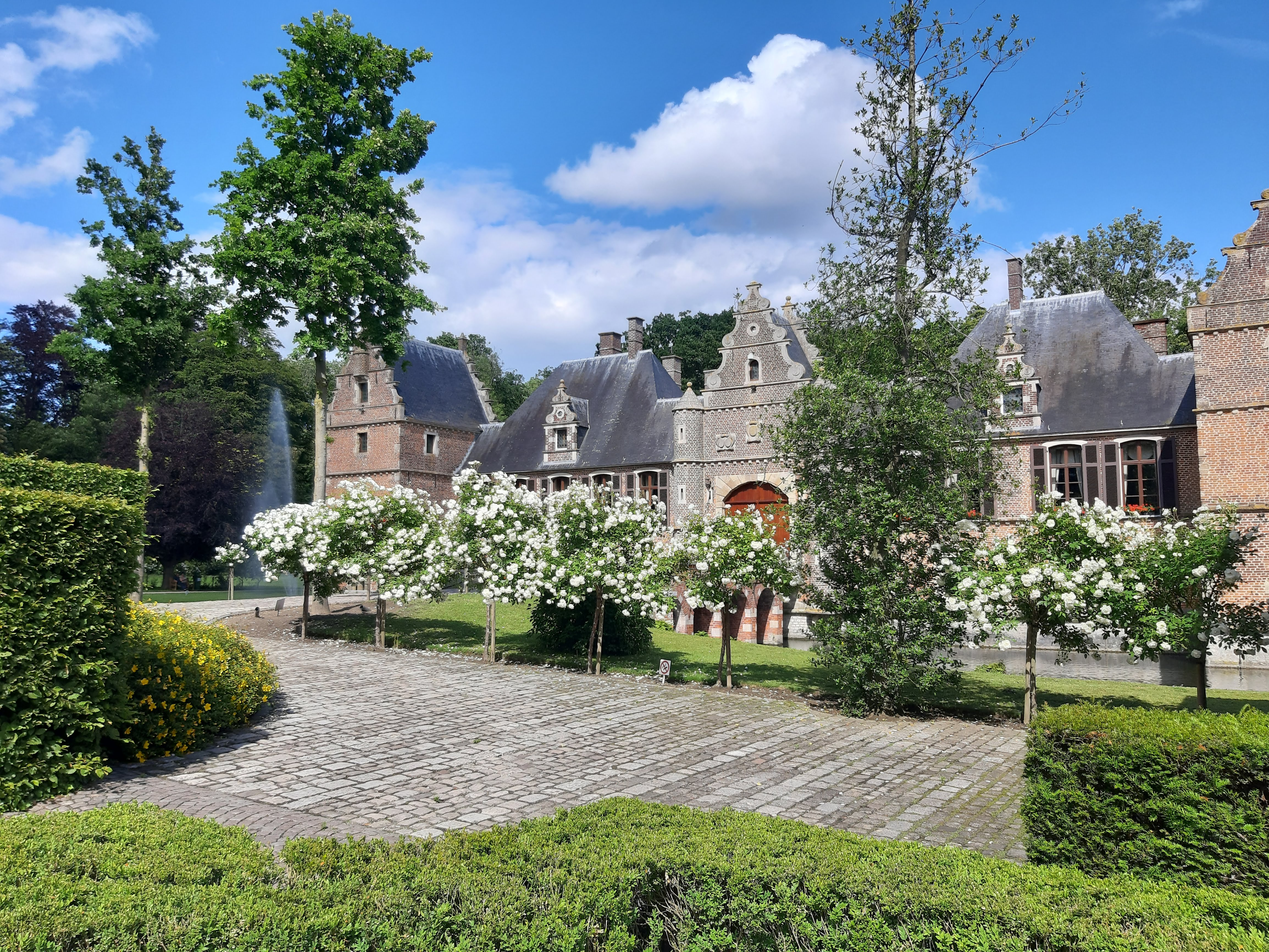
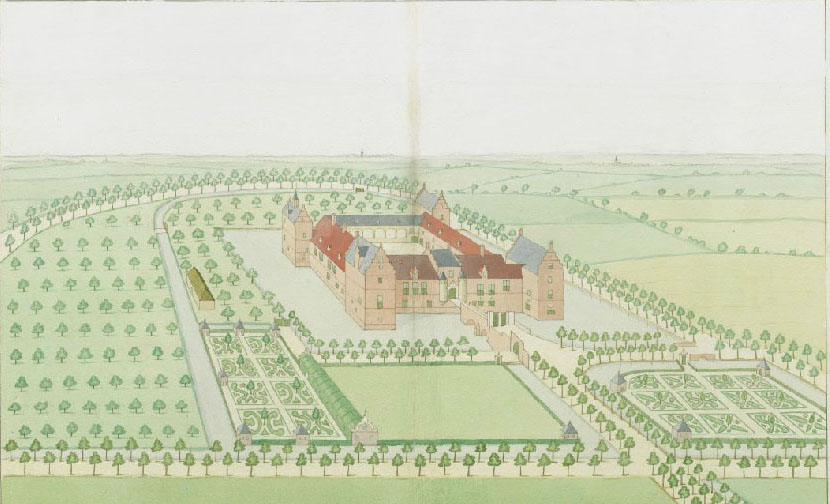

## Bereikbaarheid
Het kasteel kan bereikt worden vanaf de kerk van Moorsel, oostwaarts, via een dreef die leidt tot bij het volledig ommuurde kasteeldomein. Kasteel noch park zijn toegankelijk voor het publiek.